# Сражение на Шпейербахе
Сражение при Шпейербахе (нем. Schlacht am Speyerbach) — сражение, состоявшееся 15 ноября 1703 года на реке Шпейербах западнее Шпейера в ходе войны за испанское наследство. Сражение произошло между французской армией, осаждавшей крепость Ландау и спешившей на помощь гарнизону крепости имперской армии. Сражение окончилось разгромом имперской армии.

## Перед сражением
В ходе кампании 1703 года маршал Таллар в октябре осадил храбро защищавшуюся крепость Ландау. Для её деблокады 11 ноября в Шпейере соединились имперская и голландская армии, под командованием наследного принца Гессен-Кассельского, графа Нассау-Вейльбургского и генерала Велена и после краткого отдыха двинулись на линии устроенные французами вокруг Ландау. По полученным ложным известиям, имперцы были убеждены, что французы ещё не успели соединиться с ожидаемыми подкреплениями и поэтому очень встревожились, когда узнали 15 ноября от 2-х перебежчиков о приближении неприятеля с намерением предупредить атаку. Граф Нассауский и принц Гессенский немедленно заняли позицию за Шпейербахом, не дождавшись артиллерии, ещё следовавшей из Шпейера. У них было 18 батальонов и 54 эскадрона (22 тысячи человек). Маршал Таллар и генерал Пракопталь располагали 34 батальонами и 66 эскадронами (30 тысяч человек).

## Сражение
Принц Гессен-Кассельский командовал правым флангом, стараясь прикрыть его местностью; Граф Нассауский, не дождавшись окончательного развёртывания войск принца, ударил на французов с полком наследного принца. Атака удалась, французы были вынуждены отступить, оставив несколько пушек, но вскоре они оправились и, в свою очередь, двинулись вперёд. Откинув кавалерией (жандармы и драгуны) левый фланг имперцев, они отделили его от правого, отчего и стоявшая за ним имперская конница была приведена в полный беспорядок. Войска левого фланга смешались и обратились в бегство. Таллар для их преследования отделил небольшую часть войск, а остальными силами ударил в правый фланг имперцев, всё ещё сохранивший порядок. С обеих сторон в атаку двинулась пехота, и на расстоянии пистолетного выстрела имперцы встретили французов залпом. Французы, не отвечая, бросились в штыки. Имперцы, несмотря на то, что были атакованы и с фронта и с флангов, оказали мужественное сопротивление. Большая их часть пала на месте. Стоявшая в резерве кавалерия была праздной свидетельницей битвы, но потом прикрыла отступление остатков пехоты, совершённое в полном беспорядке.
Имперцы лишились в этом сражении до 4—5 тысяч человек убитыми и ранеными, в том числе принца Гессен-Гомбургского и генералов Теттау и Хогкирхена и до 2—3 тысяч пленными. Также они потеряли 28 знамён, 33 штандарта и большую часть имперской артиллерии (23 орудия), которая прибыла ещё во время сражения, но не смогла принести никакой пользы. Победители потеряли от 1800 до 4000 человек убитыми и ранеными.
После сражения гарнизон крепости Ландау, не видя возможности быть вырученным, сдался с условием свободного выхода в Филиппсбург.